# Злести
Злести (мкд. Злести) су насеље у Северној Македонији, у западном делу државе. Злести припадају општини Дебарца.

## Географија
Насеље Злести је смештено у западном делу Северне Македоније. Од најближег града, Охрида, насеље је удаљено 28 km северно.
Злести се налазе у историјској области Дебарца, која обухвата слив реке Сатеске и са изразитим планинским обележјем. Насеље је смештено у средишњем, долинском делу области. Јужно од насеља издиже се планина Мазатар, а северно се пружа поље. Западно од насеља протиче речица Сатеска. Надморска висина насеља је приближно 790 метара.
Клима у насељу је планинска.

## Становништво
Злести су према последњем попису из 2002. године имали 294 становника. 
Већину становништва чине етнички Македонци (99%).
Већинска вероисповест је православље.